# Stradario di Palmi
Questa lista è suscettibile di variazioni e potrebbe essere incompleta o non aggiornata.

Lo stradario di Palmi è un elenco delle principali strade, piazze, viali, lungomari e belvederi della città di Palmi. L'elenco, in ordine alfabetico, comprende la zona in cui è ubicata la strada ed una eventuale breve descrizione della stessa.

## Piazze
Le principali piazze cittadine sono le seguenti:

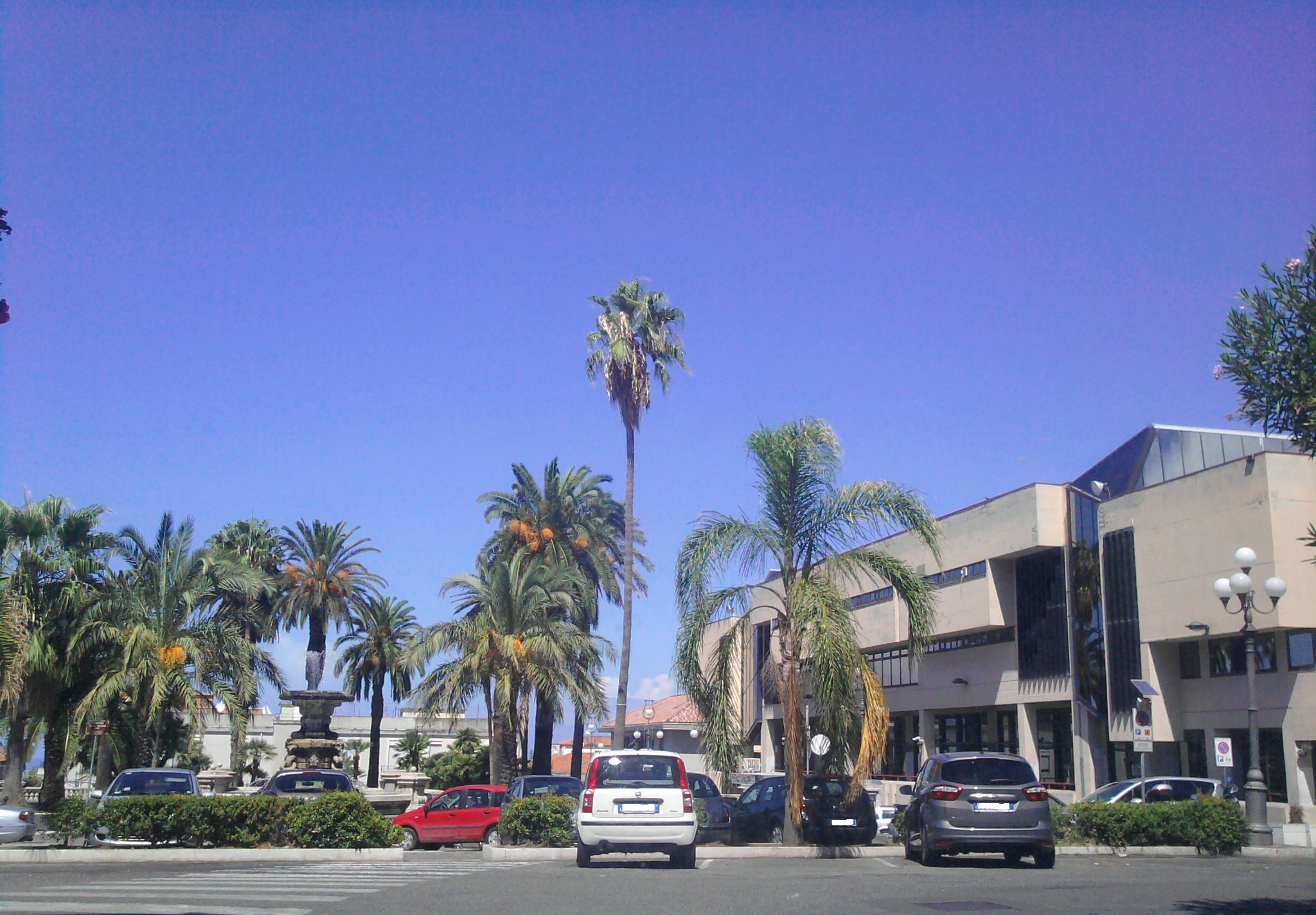
La piazza Giovanni Amendola con la Fontana della palma ed il Palazzo di Giustizia

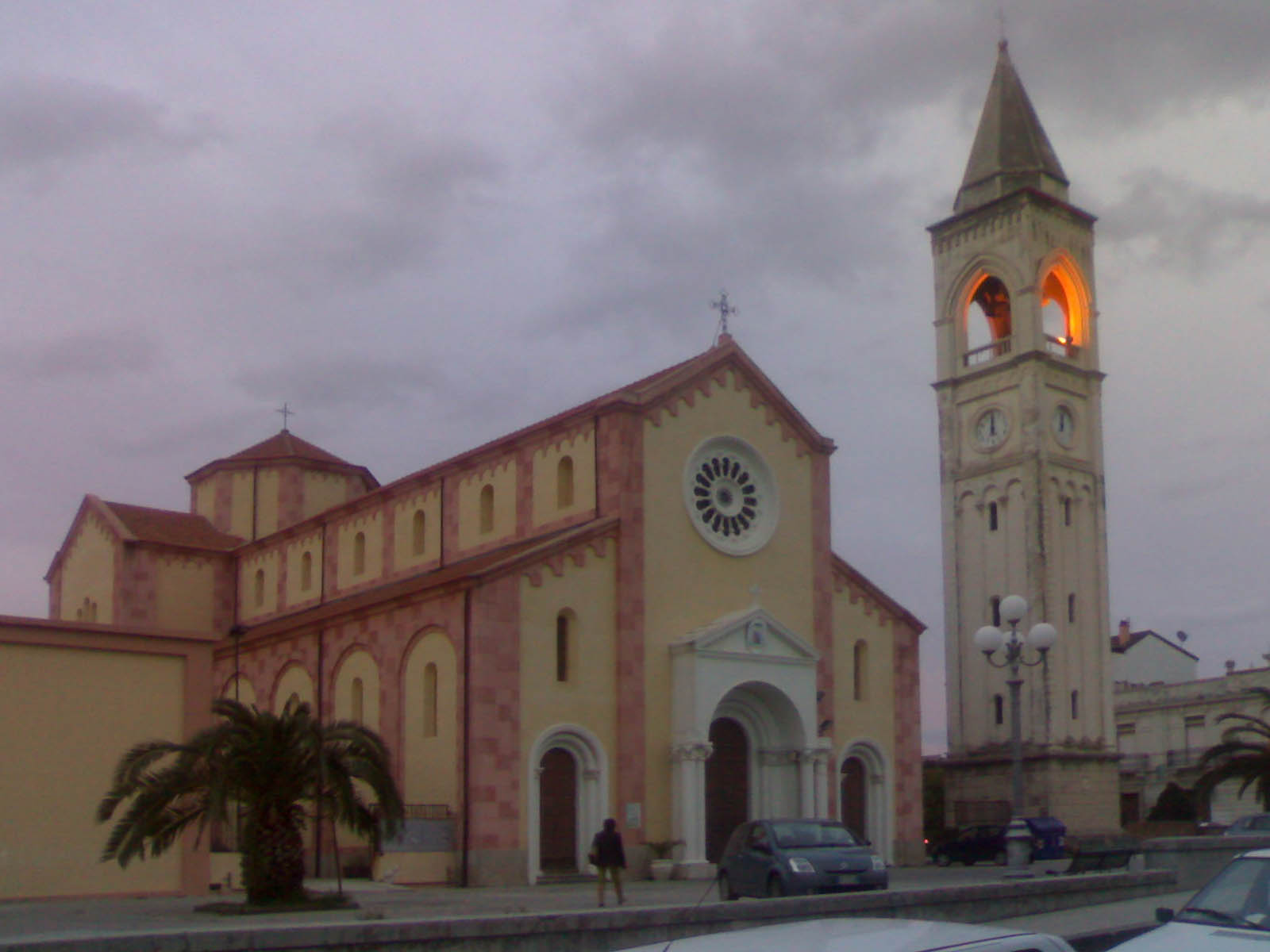
La piazza Duomo con la Concattedrale di San Nicola e la Torre civica

Piazza Giovanni Amendola (già "piazza Maria Cristina", "piazza De Nava" e "piazza Benito Mussolini")
Piazza Cavour (già "piazza Strongoli")
Piazza del centro storico. Fu realizzata nella ricostruzione della città a seguito del terremoto del 1783.
Piazza del Carmine
Piazzetta dell'Annunziata
Piazza della Libertà (già "piazza Carlo Tito", "piazza Guglielmo" e "piazza Rocco Gerocarni")
Piazza del centro storico. Fu realizzata nella ricostruzione della città a seguito del terremoto del 1783.
Piazzetta del Soccorso
Piazza Duomo
Piazza Lo Sardo (già "piazza Canali")
Piazza del centro storico.
Piazza Giacomo Matteotti (già "piazza XX Settembre" e "piazza Minasi")
Piazza del centro storico. denominata popolarmente "Piazza Scivola". Al centro della piazza, in una fontana tra aiuole, è collocata una colonna romana proveniente dai ruderi dell'antica città di Tauriana.
Piazza Municipio
Piazza I Maggio (già denominata "piazza del Mercato", "piazza San Ferdinando" e "piazza Vittorio Emanuele II")
Piazza San Rocco
Di seguito viene proposto l'elenco delle restanti piazze e piazzali della città:
- Piazzetta Affaccio;
- Piazza Antonio Badolati;
- Piazzetta Belvedere;
- Piazza Francesco Carbone;
- Piazzale del Concordato;
- Piazzale Giuseppe Cotugno;
- Piazzale Maria De Maria;
- Piazzale Carmine Fiorino;
- Piazzale Ibico;
- Piazzale Locri;
- Piazza Martiri d'Ungheria;
- Piazza Francesco Pentimalli;
- Piazzale Piave;
- Piazza Pietrenere;
- Piazzale Francesco Antonio Repaci;
- Piazzale Rosa dei Venti;
- Piazza San Fantino;
- Piazzale San Gaetano;
- Piazzale Caporale Sprizzi;
- Piazzale Trodio;
- Piazzale Vittorio Veneto;
- Piazzale Attilio Zagari;

## Corsi
Corso Giuseppe Garibaldi (già "Stradone San Ferdinando" e "corso Vittorio Emanuele")
Strada principale della città intitolata al generale, patriota e condottiero Giuseppe Garibaldi. Il corso attraversa nel suo percorso la piazza I Maggio, la piazza Cavour e la piazza della Libertà con la prima piazza posta quasi centralmente rispetto al tracciato del corso stesso. Tale scelta fu fatta dall'ing. Giovambattista De Cosiron nella progettazione di ricostruzione della città a seguito del terremoto del 1783. Il lastricamento del corso avvenne nel 1870, quando l'amministrazione comunale del tempo contrasse un mutuo di 425.000 lire per la realizzazione di alcune opere pubbliche. Nel corso prospettano alcune attività commerciali del centro storico. La sua lunghezza è di circa 554 metri ed inizia da piazza Francesco Pentimalli per terminare con una balconata che affaccia sul sottostante quartiere Cittadella, con una veduta sul Mar Tirreno. La strada viene percorsa per intero dal trasporto della Varia di Palmi.
Corso Tenente Aldo Barbaro (già "Corso Carolino" e "corso Umberto I")
Corso del centro storico intitolato al tenente e partigiano Serafino Aldo Barbaro (tale denominato è in vigore dal 14 aprile 1945). Il corso è posto tra la piazza Giovanni Amendola e la piazza Lo Sardo e, nel suo percorso, attraversa la piazza I Maggio in maniera perpendicolare rispetto al corso Giuseppe Garibaldi. Il lastricamento del corso avvenne anch'esso nel 1870, con il mutuo di 425.000 lire contratto dall'amministrazione comunale del tempo per la realizzazione di alcune opere pubbliche.

## Lungomari
Lungomare Costa Viola
Lungomare del Lido di Palmi, in località Tonnara, intitolato al nome con cui viene indicato il tratto costiero di Palmi. Il lungomare, avente inizio dalla spiaggia antistante lo Scoglio dell'Ulivo, finisce congiungendosi con il lungomare Donna Canfora e nel suo tragitto attraversa il piazzale Rosa dei venti. Sul lungomare prospettano alcuni lidi balneari, la Chiesetta di San Marco ed il Porto di Palmi.
Lungomare Donna Canfora
Lungomare del Lido di Palmi in località Pietrenere, intitolato a Donna Canfora, leggendaria abitante di Tauriana. La strada, che inizia dal lungomare Costa Viola, termine congiungendosi con la via Domenico Topa. Sul lungomare, avente lunghezza di circa 500 metri, prospettano alcuni lidi balneari ed il Fortino di Pietrenere.

## Vie
Via Acqualive
La strada, accessibile dalla via Stazione, trae il suo nome dalla zona in cui anticamente sorgeva una fontana detta "Fontana dell'Acqua degli ulivi" e dalla quale è nata una leggenda sull'uccisione di un capo corsaro turco, che i locali credettero erroneamente fosse Dragut, poiché nel XVI secolo dei pirati saraceni che venivano a depredare le coste della Calabria, furono assaliti dalla popolazione mentre erano in sosta a dissetarsi presso la suddetta fontana.
Viale Bruno Buozzi (già "via del Prato" e "via Michele Bianchi")
Anticamente era la principale strada d'accesso al centro cittadino, per coloro che provenivano da fuori, collegando la zona chiamata "croce del Trodio" con l'inizio del corso Giuseppe Garibaldi. Fino al terremoto del 1908 sulla via prospettavano poche abitazioni ma dopo l'evento sismico iniziò, ai lati dell'arteria, la costruzione di alcuni baraccamenti per alloggiare le popolazioni rimaste senza abitazione a seguito del sisma. Nel secondo dopoguerra invece lo sviluppo urbanistico di Palmi ha portato la via ad essere inglobata totalmente nel tessuto urbano del centro abitato, anche a seguito della costruzione lungo la strada di alcuni edifici pubblici come l'Ospedale Civile (inaugurato il 10 luglio 1969), il commissariato di Pubblica Sicurezza e l'INAL. Sulla via Bruno Buozzi prospettano inoltre una fontana monumentale denominata "Fontana Muta" ed il Belvedere GISA con la statua bronzea dedicata a San Francesco d'Assisi.
Via Croce Rossa
Strada del centro storico, accessibile dalla via Nazario Sauro, che trae il suo nome dalla zona in cui furono creati alcuni baraccamenti della Croce Rossa Italiana per le popolazioni rimaste senza alloggio a seguito del terremoto del 1908.
Via Vito Nunziante (già "via Nuova")
Via del centro storico, che collega la via Pietro Toselli con la via Antonio Gramsci. Fu realizzata, e prese successivamente il nome di "via Nuova", nella metà del XVII secolo per volere del feudatario Andrea Concublet e la stessa iniziava da una delle due porte di levante poste nella cinta muraria del XVI secolo.
Via Palmara
Via del centro storico, che inizia dalla via Cittadella e termina all'incrocio con le vie Trento e Trieste, Acqualive e della Stazione. Nei secoli passati era denominata Strada degli olmi, e partiva dalla porta del lato occidentale delle mura di cinta (Portello) dirigendosi alla "Torre di San Francesco", sulla vicina costiera di ponente
Via Portello
Via del centro storico, che sorge nel rione Cittadella. La strada, che collega la via Fratelli Rosselli con la via Palmara, deve il suo nome alla porta sita nella parte mediana delle antiche mura, dal lato di ponente, realizzate nel XVI secolo.
Via Porto Oreste
Via del rione Cittadella, posta tra l'omonima strada e la via De Salvo, trae il suo nome dall'antica città che sorgeva nei pressi della località denominata Rovaglioso e che fu, tra l'altro, sede vescovile nei primi secoli dell'era cristiana.
Via Rocco Pugliese
Via del centro storico, con inizio dalla piazza Francesco Pentimalli fino alla via XXIV Maggio, intitolata al militante comunista palmese assassinato nel 1930 dai secondini fascisti del penitenziario dell'isola di Santo Stefano. Sulla via prospetta il Teatro Sciarrone.
Viale delle Rimebranze
Via del centro storico, con inizio dalla piazza Martiri d'Ungheria fino all'innesto con la via Fratelli Rosselli. La sua realizzazione fu fatta, a seguito della ricostruzione della città negli anni post terremoto del 1908, nell'ambito del Piano Regolatore redatto nel 1911 dall'ing. Pucci. Per la sua realizzazione fu demolita una delle quattro torri delle antiche muri di Palmi, tant'è che una lapide posta a lato della strada recita: "Fin dal 1561 qui sorgeva la torre quadrangolare a sud est delle antiche mura di Palmi diroccata per l'apertura di questa via nel 1921".
Via Roma (già "via dei Tribunali")
Via del centro storico, con inizio dall'ingresso della Villa comunale fino al viale Bruno Buozzi. La strada lambisce nel suo percorso la piazza Giacomo Matteotti, la piazza Municipio, la piazza Giovanni Amendola e su di essa vi prospettano il vecchio tribunale di Palmi ed il Palazzo degli Uffici, oltre a numerose attività commerciali. La pavimentazione della via è in asfalto e la sua lunghezza è di circa 580 metri.
Via San Giorgio
Strada del centro abitato che collega la via Mancuso con la Strada statale 18 Tirrena Inferiore. La via San Giorgio, classificata come Strada Provinciale 39 fino alla sua dismissione dal patrimonio provinciale della Provincia di Reggio Calabria, è nota fin dall'XI secolo poiché su di essa prospettava la Chiesa di San Giorgio ("San Georgium che cum pertinentiis et terris suis") che Ruggero I di Sicilia, divenuto nel 1081 conte di Calabria, dispose come fondo appartenente alla Chiesa di Santa Maria e dei XII apostoli di Bagnara Calabra. Nei secolo passati la strada era il collegamento più usato per arrivare a Seminara.
Vico della Sottoprefettura
Vicolo posto tra la via Pietro Toselli e la via Fratelli Rosselli e costituito da una scalinata in pietra. Il nome trae origine dal palazzo prospiciente sul vicolo che, dal 1869 al 1924 ospitò i locali della sottoprefettura del Circondario di Palmi.
Via del Vescovado
Strada che collega la via Vincenzo Saletta, a Taureana di Palmi, con la via Domenico Topa del Lido di Palmi. La via, che nell'ultimo tratto diventa sterrata poiché il dislivello altimetrico risulta eccessivo, trae il suo nome dalle fonti storiche che stabiliscono l'antica Tauriana quale sede vescovile in un periodo compreso tra il III secolo e l'XI secolo.

## Autostrade
Autostrada A2 del Mediterraneo
L'autostrada attraversa da nord a sud-est tutto il territorio comunale, dal ponte sul fiume Petrace fino alla galleria "Santa Lucia" che conduce nel territorio comunale di Seminara, passando (tramite viadotti) anche parte del centro abitato di Palmi e più precisamente i quartieri di San Gaetano e Garanta.

### Svincoli
L'unico svincolo presente sulla A2 è nel quartiere di San Gaetano. Il nuovo svincolo di Palmi è stato progettato e realizzato rispettando lo schema di funzionamento dello svincolo preesistente. Le rampe sono state tuttavia modificate per renderle adeguate ai nuovi standard progettuali.

### Gallerie
Le gallerie dell'Autostrada A2 del Mediterraneo, che ricadono nel comune di Palmi e che sono state ricostruite o costruite ex novo, all'interno dei lavori dell’ex 5° macrolotto, sono le seguenti:
Galleria artificiale Iropo
La galleria artificiale Iropo ha una lunghezza totale di poco inferiore ai 346,73 m ed è realizzata con una doppia sezione circolare, con dimensioni massime interne pari a 13,10 m di larghezza e 10,0 m di larghezza.
Galleria San Filippo
La galleria San Filippo presenta una lunghezza complessiva di 1.182,80 metri in carreggiata sud e 1.051,70 metri in carreggiata nord. La galleria naturale presenta una lunghezza pari ad 1.050,00 m in carreggiata sud e 963,00 m in carreggiata nord. Il costo dell'opera è stato di 34.152.719,98 euro.
Galleria Santa Lucia
La galleria Santa Lucia (ricadente anche nel comune di Seminara) presenta una lunghezza complessiva di 1.058,00 metri in carreggiata sud e 941,00 metri in carreggiata nord. La galleria naturale presenta una lunghezza pari ad 938,00 m in carreggiata Sud e 824,00 m in carreggiata Nord. Il costo dell'opera è stato di 21.074.782,15 euro.

### Viadotti
I viadotti dell'Autostrada A2 del Mediterraneo, che ricadono nel comune di Palmi e che sono stati ricostruiti all'interno dei lavori del 5° macrolotto, sono i seguenti:
Viadotto Petrace
Il viadotto Petrace (ricadente anche nel comune di Gioia Tauro) è costituito da 6 campate per una lunghezza complessiva di 510,0 m in asse impalcato; le due campate laterali hanno luci di 55,0 m, mentre quelle centrali hanno luce di 100,0 m. La sezione trasversale ha una larghezza totale di 12,7 m. Il costo dell'opera è stato di 17.464.355,91 euro.
Viadotto Pantano
Viadotto Iropo
Il viadotto Iropo è costituito da una travata continua su cinque campate, con le due campate di riva con luce di 21,5 m e le tre campate centrali con luce di 35,0 m; la lunghezza complessiva è quindi pari a 148,0 m. La sezione trasversale ha una larghezza totale di 13,7 m. Il costo dell'opera è stato di 2.761.901,06 euro.
Viadotto La Pignara
Il viadotto La Pignara è costituito da una travata continua su tre campate aventi le due campate di riva con luce di 27,5 m, e la campata centrale con luce di 35,0 m; la lunghezza complessiva è quindi di 90,0 m misurati in asse impalcato. La sezione trasversale ha una larghezza totale di 13,70 m. Il costo dell'opera è stato di 1.692.335,84 euro.
Viadotto Granatore
Il viadotto Granatore, è costituito da una travata continua su tre campate aventi le due campate di riva con luce di 27,5 m, e la campata centrale con luce di 35,0 m; la lunghezza complessiva è quindi di 90,0 m misurati in asse impalcato. La sezione trasversale ha una larghezza totale di 14,70 m. Il costo dell'opera è stato di 2.062.329,37 euro.
Viadotto Palmi
Il viadotto Palmi verrà realizzato con una travata appoggiata con una luce di calcolo pari a 30,40 m. L'impalcato ha una larghezza di 13,70 m in carreggiata nord e di 14,70 m in carreggiata sud.
Viadotto Scuola Agraria
Il viadotto Scuola Agraria è realizzato in sistema misto acciaio-calcestruzzo, con schema statico a trave continua composta da tre campate aventi luci di 48,0, 54,0 e 48,0 m, per una lunghezza complessiva di 150,0 m. L'impalcato ha una larghezza di 14,70 m in carreggiata nord e di 13,70 m in carreggiata sud. Il costo dell'opera è stato di 5.080.204,47 euro.

## Strade statali
Strada statale 18 Tirrena Inferiore
La strada statale 18, in alcuni tratti del comune denominata anche via Nazionale, attraversa il territorio palmese da nord a sud partendo dal viadotto sul fiume Petrace ed attraversando le contrade San Francesco, Monteterzo, San Filippo e Profania prima di arrivare sul pianoro nel quale è posto il centro abitato di Palmi. Difatti la strada statale attraversa il centro abitato della città, e precisamente i quartieri di San Leonardo, Trodio, zona 167, rione Pille, rione San Giorgio e Cola di Reggio, prima di salire altimetricamente per superare il dislivello del Monte Sant'Elia ed arrivare nel territorio comunale di Seminara.

## Strade provinciali
- SP 32 Palmi - Taurianova

La strada provinciale n. 32 collega il centro abitato di Palmi, partendo dal piazzale Trodio, con il centro abitato di Taurianova. Nel territorio comunale di Palmi la strada attraversa i quartieri e rioni denominati Trodio, San Gaetano, Prato, Forcanello prima di arrivare al confine comunale con Seminara.
- Ex strada provinciale Palmi-Taureana

Strada che collega il centro storico con la frazione di Taureana di Palmi. Dalla strada vi sono punti panoramici sul mar Tirreno e sul sottostante Scoglio dell'Ulivo.